# Транспортна стачка
Транспортната стачка от 1919 – 1920 г. е масова стачка на служителите от железниците и пощите в България.
Причина за стачката е силното влошаване на жизнените условия на работниците след Първата световна война. Стачката остава в историята на България като Голямата транспортна стачка. Пряк организатор и водач на стачката е Жеко Димитров.

## Граждански демонстрации
На 24 декември 1919 г. Общият работнически синдикален съюз и БКП (т.с.) организират в София голяма протестна демонстрация с искания за социални придобивки. Правителството на Александър Стамболийски разпръсква демонстрацията със сила. БЗНС обявява военно положение, мобилизира армията и Оранжевата гвардия и ги съсредоточава в столицата, като започва масови репресии срещу комунистите. На 25 декември 1919 софийските железничари организират митинг с искания за прекратяване на репресиите, отмяна на военното положение и предоставяне на социални придобивки на работниците. Същия ден транспортните работници от Горна Оряховица, Дупница, Стара Загора, Нова Загора, Русе, Пазарджик, Плевен и Лом обявяват стачка. В знак на солидарност обявяват стачка и миньорите от Перник и Бобов дол.

### Стачни действия
На 27 декември ЦК на БКП (т.с.) и Съюзът на транспортните работници обявяват обща транспортна стачка в страната. Около 25 000 служители на железниците, пощите и телеграфите прекратяват работа. Всички железопътни, телеграфни и телефонни съобщения в страната са преустановени. Икономическият живот в страната започва да замира. На 29 декември БКП (т.с.) обявява обща политическа стачка. БРСДП (ш.с.) се обявява против нея и опитва да ѝ противодейства посредством влиянието си сред печатарските работници. На 3 януари 1920 БКП обявява край на политическата стачка.
След взривяването на бомба при железопътен мост край София, правителството мобилизира в армията всички работници, участващи в стачката. Срещу тях и семействата им са предприети репресии – арести, изхвърляне от държавните жилища и други.
На 17 февруари синдикатът на локомотивните машинисти, който се намира под влияние на широките социалисти, прекратява стачните си действия. Това слага началото на разцепление сред стачкуващите, което води до официалния край на стачката на 19 февруари. Неуспехът на стачката се дължи главно на разединението на стачниците и на противопоставянето със селячеството. Той води до временен отлив в доверието в БКП.
- Архиви
- Публикация на Телеграма N°7975 / 21 декември 1919 г. от Ал. Димитров до окръжните управители, околийските и градоначалниците с копие до началниците на дивизионите области да вземат всички потребни мерки срещу закононарушения в навечерието на стачката.[3]
- Резолюция на варненските демонстранти
- Цензуриран брой на вестник „Обнова“, 28 декември 1923 г.
- Стачници